# Sefirot

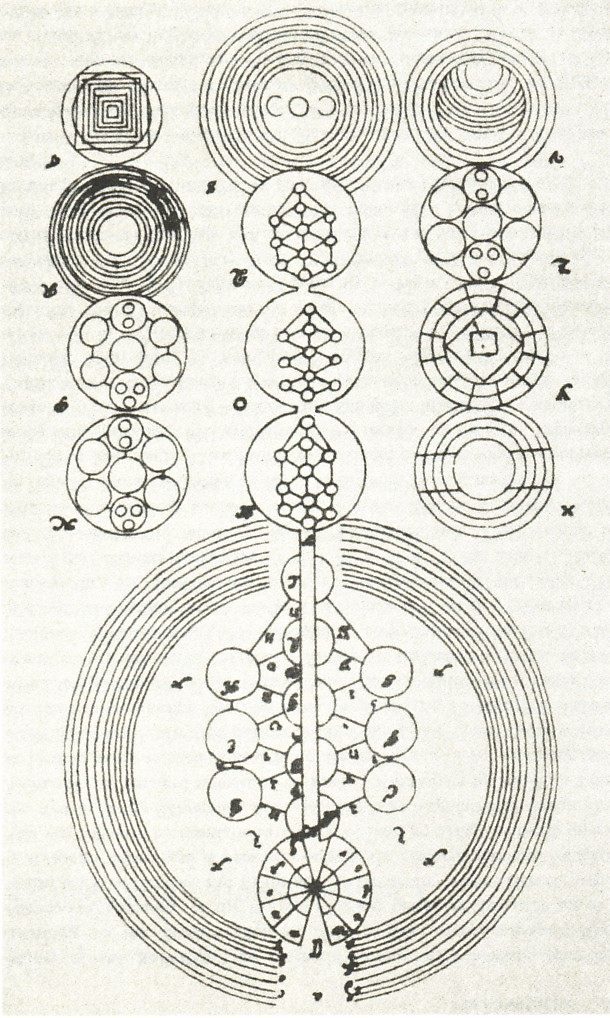
Diagrama sefirótico de Kabbala Denudata de von Rosenroth

Sefirot (em hebraico: סְפִירוֹת; romaniz.: səphîrôṯ; no singular: Sefirá; em inglês: Sephiroth/Sephirah) são potências ou agentes pelos quais Ein Soph manifestou Sua vontade (רצון; Ratzon) na produção do Universo. O termo Sephirot, em hebraico, significa, originalmente: número, contagem ou estatística. Foi usado pela primeira vez num sentido metafísico pelo autor do Sefer Yeẓirah. Na linguagem do Zohar ganhou o significado de Esfera (σφαῑρα), mas a verdadeira doutrina dos Sefirot como Atributos que se tornou a pedra angular da Cabalá se categorizou a partir do século XII. Sefirot baseia-se na concepção neoplatônica de Deus e na teoria da emanação; onde os neoplatônicos, a fim de superar as dificuldades envolvidas na ideia de creatio ex nihilo, que é incompatível com seu princípio de que Deus não pode ter intenção, pensamento, palavra ou ação; recorreram à doutrina da emanação. De acordo com essa doutrina, tudo o que existe foi produzido não por qualquer poder criativo, mas como emanações sucessivas da Divindade. Desse modo, todas as criaturas finitas são parte integrante do Ser Divino, essas emanações, ou inteligências, como são chamadas, são os agentes intermediários entre os mundos intelectual e material. Essa sequência de emanações formam a alegórica Árvore da Vida da Cabalá.

## Nomes e Derivações
Os cabalistas do século XII, que compartilhavam a visão dos neoplatônicos em relação a Deus, foram naturalmente compelidos a adotar a doutrina da emanação; mas, para vesti-lo em trajes judaicos, eles substituíram as Sefirot pelas inteligências. Essas Sefirot, de acordo com sua ordem de emanação, são divididas em três grupos. Eles são todos interdependentes, estando unidos ao antecessor, que estão como elos latentes desde toda a eternidade ligados no Ein Sof como uma força dinâmica.
1. Mundo do pensamento: A primeira Sefirá emanou da Luz Infinita do En Sof e é chamado de forma variada; Kether - Coroa, (עתיקא) Ancião, (נקודה ראשונה) ou (נקודה פשוטה) o Ponto Primordial ou Ponto Simples, (רישא חוורה) a cabeça branca, (אריך אנפין) Face Grande (AA), Macrosapon ou o lento para a raiva, (רום מעלה) Altura Imensurável e (אהיה) Eu Sou. Dela emanou a potência masculina ou ativa chamada: Hokmá - Sabedoria. Procedida pela potência feminina ou passiva chamada: Biná  - Entendimento. Esta primeira tríade de Sefirot formam o mundo do pensamento. A união das potências masculinas e femininas, que são chamadas também (אבא) Pai e (אמא) Mãe (AVI), que produziu novamente a potência ativa ou masculina:
2. Mundo da alma: Hesed - Misericórdia ou (גדוךה) Grandeza. Procedida pela potência feminina ou passiva chamada: Gevurah - Justiça ou (דין) Poder. A partir dessa combinação procedeu: Tifèret - Beleza. Dessa segunda tríade procedeu a potencia masculina ativa:
3. Mundo da corporeidade: Netzah - Triunfo ou Vitória. Procedida pela potencia feminina passiva: Hod - Glória ou Esplendor. A partir dessa combinação procedeu: Yesod - Base ou Fundamento. Esta terceira tríade de Sefirot forma o mundo da corporeidade ou mundo natural. A décima Sefirá:

Malchuth - O Reino é a soma da atividade permanente e imanente das outras Sefirot. Assim, cada tríade é um composto de força e contra-força com seu elo de ligação; ou seja, agentes ativos e passivos e permutações. Eles foram todos combinados o Adam Ḳadmon (Homem Primal) ou Adam Ilaah (Homem Celestial).
Na árvore da vida os Sefirot estão alinhados em três pilares (da esquerda Severidade, do centro Equilíbrio e da direita Misericórdia) conectados entre si por meio de vinte e duas ligações (representadas pelas letras do Alef-bet). Também se dispõem em três camadas sucessivas, cada uma delas associada a um mundo: (1) Atziluth, o Mundo das Emanações; (2) Beriah, o Mundo das Criações; (3) Yetzirah, o Mundo das Formações; e (4) Asiyah, o Mundo das Ações.

## Relações com Ein Sof
Há uma divergência de opinião entre os cabalistas sobre a relação dos Sefirot com Ein Sof. Azriel (comentário sobre o Sefer Yeẓirah, p. 27b) e, depois dele, Menahem Recanati (Ṭaame ha-Miẓwot, passim) considerou que as Sefirot eram totalmente diferentes do Ser Divino.
O grupo Ma'areket levou as Sefirot a serem idênticas em sua totalidade com Ein Sof, cada Sefirá representando apenas uma certa visão do Infinito (Maareket, p. 8b).
O Zohar claramente implica que eles são os nomes da Deidade, e dá para cada um deles um nome correspondente de Deus e das hostes de anjos mencionados na Bíblia.
Luria e Cordovero, sem considerá-los como instrumentos, não os identificam com a essência da Deidade. O Absoluto, eles argumentam, é imanente em todas as Sefirot e se revela através delas, mas não habita nelas; as Sefirot nunca podem incluir o Infinito. Cada Sefirá tem um nome bem conhecido; mas o Santo não tem nome definido (Pardes Rimmonim, pp. 21-23).
Na medida em que o homem é formado a partir de seu protótipo, o homem primordial, em quem foram combinadas todas as dez Sefirot, que são representadas em seu corpo pelos dez membros seguintes: (1) a cabeça, (2) o cérebro, (3) o coração, (4) o braço direito, (5) o braço esquerdo, (6) o peito, (7) a perna direita, (8) a perna esquerda, (9) os órgãos genitais, e (10) o corpo completo.